# Diwata

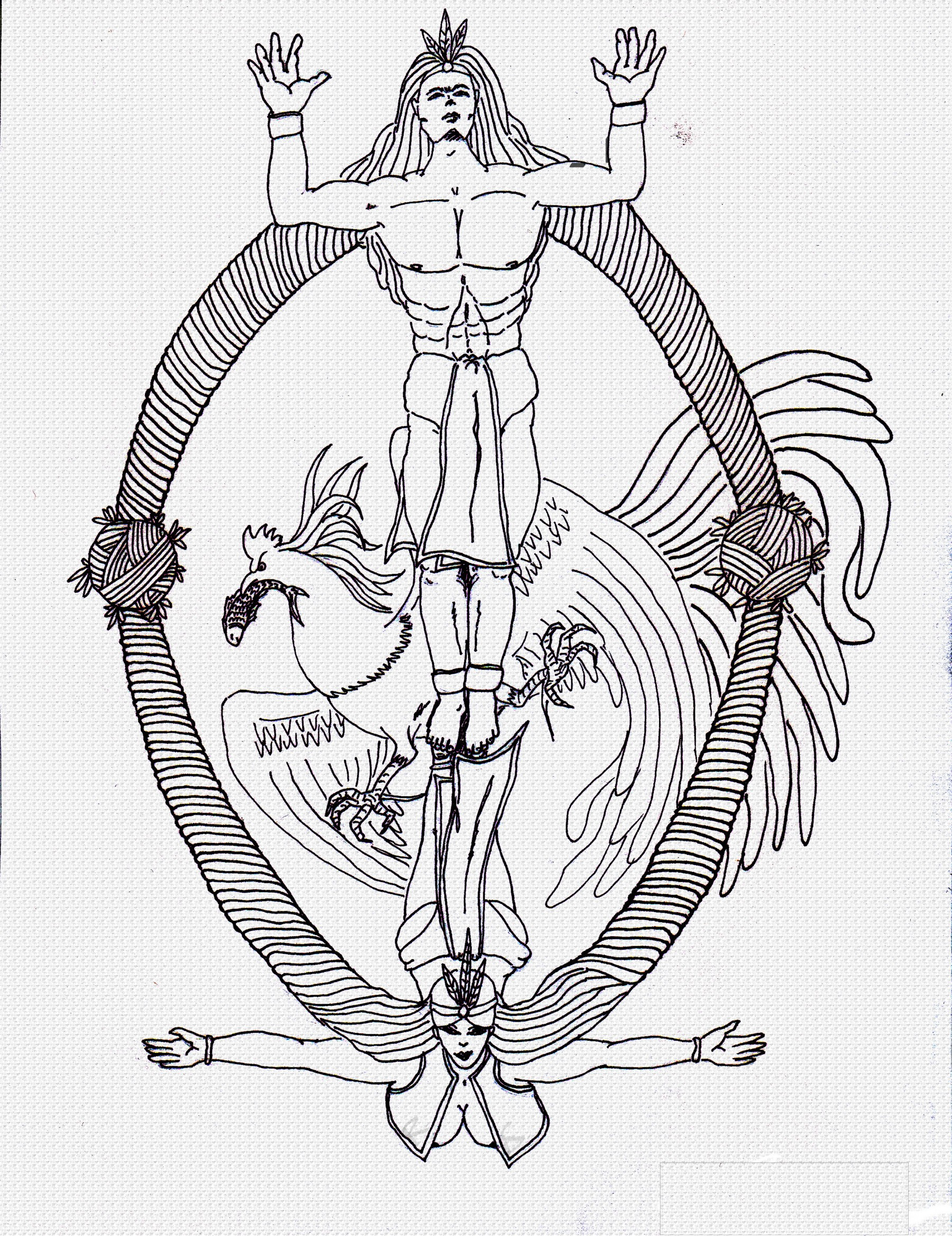
Zeichnung einer Diwata (unten) und eines Engkanto (oben)

In der philippinischen Mythologie, ist eine Diwata oder Lambana ein Wesen, das mit einer Fee oder einer Nymphe vergleichbar ist. Die Diwata ist zumeist weiblich, kann aber auch dem männlichen Geschlecht angehören.

## Eigenschaften
Es wird über die Diwata gesagt, dass sie große Bäume bewohnen, wie Akazien oder  Baleten. Sie sind die Behüter der Natur, die Segen oder Flüche über diejenigen bringen, die den Wäldern und Bergen Gutes tun oder über sie Schaden bringen.
Sie werden als vollkommene, gottgleiche Geschöpfe beschrieben, die das Gebiet, für das sie sich verantwortlich fühlen, schützen und wahren.
Der Begriff ist eine philippinische Sprechweise für das Wort devadha aus dem Sanskrit, das sich wiederum von dem Wort deva ableitet und so viel heißt wie göttliches Wesen.
Man behauptet, sie würden sich auch manchmal mit sterblichen Menschen einlassen, wenn sie sich für eine Person interessieren. Man macht sie auf sich aufmerksam, indem man ihnen Essen bringt, das jedoch nicht gesalzen sein darf. Wenn sie jemanden mögen, nehmen sie ihn mit zu sich und bieten demjenigen verschiedenartige Kost an. Wer davon probiert, wird jedoch nie in seine Welt zurückkehren.

## Arten
Eine männliche Diwata wird auch als Engkanto (manchmal auch Encanto oder Encantado gesprochen) bezeichnet und lebt zumeist in der See. Bei den philippinischen Fischern ist es üblich, ihm nach einem erfolgreichen Fang Fleisch und andere Delikatessen darzubieten, indem man diese im Meer versenkt.
In anderen Teilen der Philippinen sind die Diwata Gottheiten, die sich, entsprechen der Griechischen Mythologie, hierarchisch in einer Götterwelt gliedern. Einige dieser Gottheiten sind:
- Bathala (auch unter den Namen Kabunian, Malayari, Apo und Lumawi bekannt) ist der Herrscher des Himmels,
- Amanikable, der Beherrscher des Meeres,
- Dian Masalanta, der Gott der Liebe,
- Apolake (oder Adlaw), Gott der Sonne,
- Mayari (oder Bulan in anderen Gebieten), die Gottheit des Mondes,
- Tala, Gottheit der Sterne und
- Anitan, Wächter des Blitzes.

## Bekannte Diwata
– Maria Makiling – die Wächterin des Berges Makiling in der Provinz Laguna. Sie ist die bekannteste Diwata der Philippinen. Sie beschützt den Berg und alles, was sich auf ihm befindet. Der nahe gelegene Laguna de Bay soll ebenfalls ein Teil ihres Schutzgebietes sein, denn manche Menschen glauben, sie beschütze die Fische in diesem See.
Vor ihr wird behauptet, sie wäre sehr anmutig, hätte olivefarbene Haut, langes schwarzes Haar und ein weißes wallendes Kleid. Sie sei mit dem Nebel, der den Berg umgibt verbunden. Die Bewohner dieser Gegend sagen, der Berg selbst würde Maria ähneln und wenn ein Mann in den Wäldern des Berges verschwindet, erzählt man sich, Maria hätte sich in ihn verliebt und hätte ihn zu ihrem Gatten gemacht.
– Maria Sinukuan – die Gottheit des Berg Arayat in der Provinz Pampanga. Wie Maria Makiling hat sie ein Auge auf alles, was auf ihrem Berg lebt und wächst. Sie behütet den Wald, die Tiere, Pflanzen und Äcker. Auch ihr Erscheinungsbild ist dem von Maria Makiling sehr ähnlich. So behauptet man, sie besäße ebenso schwarzes, aber lockiges Haar, verfüge über eine schöne makellose Haut und hätte ein anmutiges Gesicht. Auch sie trägt eine lange weise Robe und wäre untrennbar mit dem vulkanischen Berg und dessen Umgebung verbunden.
– Maria Cacao – Eine andere Gottheit, die in Verbindung mit einem Berg steht, ist Maria Cacao. Sie steht zusammen mit ihrem Mann Mangao mit dem Berg Lantoy auf Cebu in Verbindung. Den Mythen zufolge lebt sie mit ihrem Mann in einer Höhle mit einem Kokosnussfeld vor ihrem Eingang. Ein naher Fluss am Berg wird von den beiden genutzt, um auf goldenen Schiffen ihre Äcker zu bereisen. Sind sie unterwegs, dann erkennt man dies daran, dass der Fluss überschwemmt.

## Moderne Darstellungen
- In einem Comic von Gener Pedrina für Sanduguan Universe ist die Heldin eine Diwata mit dem Namen Maria Klarissa Valiente, halb Mensch und halb Encantada.

- In den philippinischen Fantasy-Fernsehserien Encantadia und Mulawin von der philippinischen Produktionsfirma GMA Network sind Diwatas eine Menschengruppe mit übernatürlichen Fähigkeiten, die eine Dimension oberhalb der menschlichen Welt bewohnen.

- Maria Cacao, Ang Diwata ng Cebu (Maria Cacao, die Fee von Cebu) ist ein Kinderbuch von Rene O. Villanueva, mit Illustrationen von Joaquin Hernandez, über die Sage der Fee von Argao, Cebu, geschrieben in Tagalog und English. Herausgegeben von Lampara Publishing House, Manila, ISBN 971-518-030-2.

- In der Jugendroman-Serie: "Diwata Licht & Schatten" von Lexy v. Golden, werden Diwatas als "Lichtwesen" mit Magischen Superkräften beschrieben, die den Gegenpol zu den "Schattenmeistern", den Aswang bilden.